# Folwark Tiele-Wincklerów w Katowicach-Dąbrówce Małej
Folwark Tiele-Wincklerów – zabytkowy kompleks dawnego folwarku w Katowicach, w dzielnicy Dąbrówka Mała. Powstał on w II połowie XIX wieku i składa się z dworu, budynku gospodarczego, ogrodu oraz dwóch alei kasztanowców. 
Jest to jeden z najstarszych kompleksów budynków na terenie Katowic – na wschodniej elewacji folwarku widnieje inskrypcja z rokiem 1853. Folwark należał pierwotnie do rodziny Wincklerów (później Tiele-Wincklerów). W 1994 roku kompleks dawnego folwarku wpisano do rejestru zabytków.

## Historia

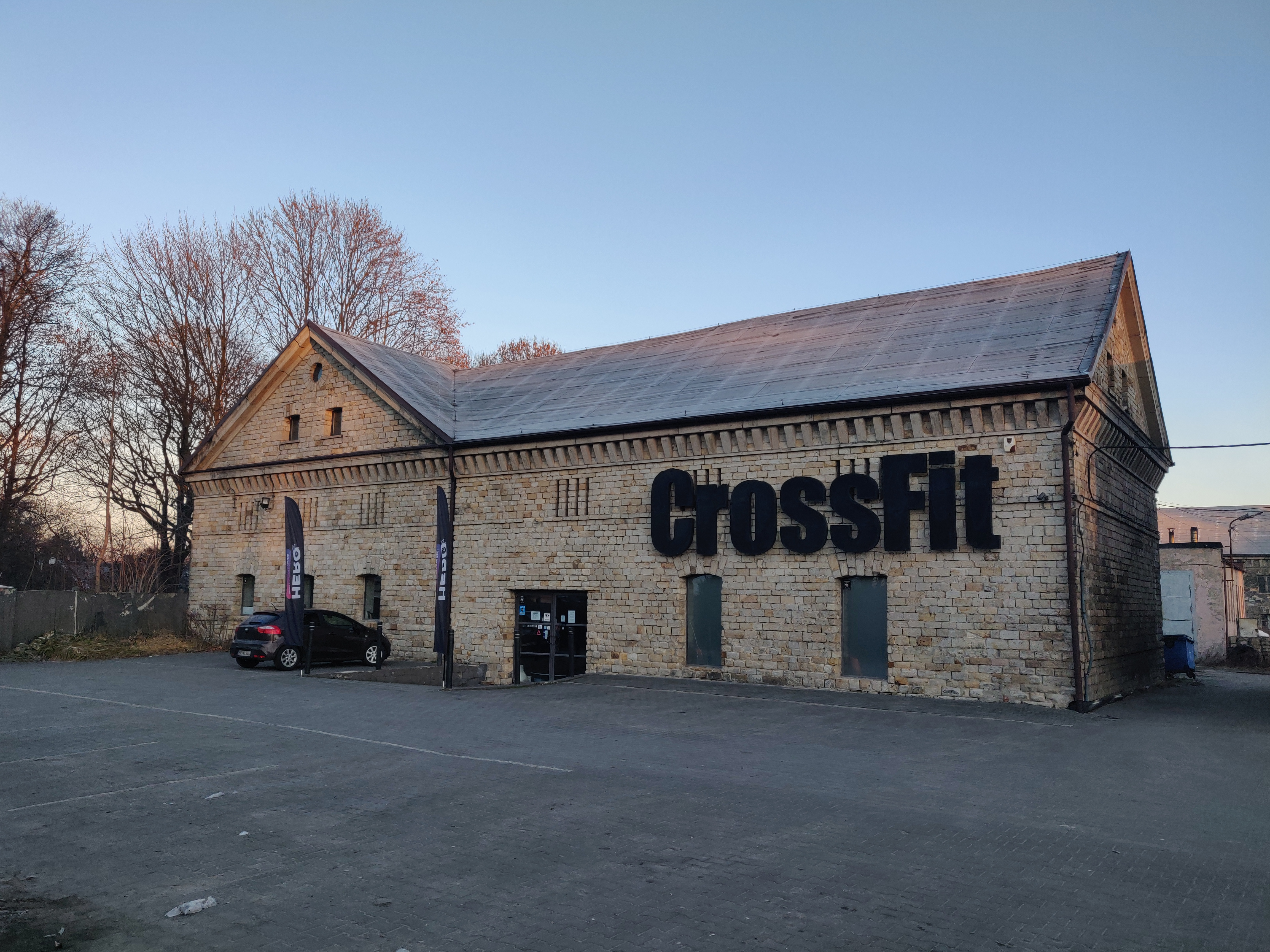
Dawny budynek gospodarczy (ulica Żyzna 2), zagospodarowany obecnie pod siłownię

Folwark wraz z dworem na terenie Dąbrówki Małej istniał już prawdopodobnie w XV wieku, co wynika z przeprowadzonych badań archeologicznym (odnaleziono tutaj fragment kafla garnkowego). Przy tej zabudowie początkowo rozwijała się sama zaś osada. Powstanie obecnego kompleksu folwarku ma związek z przejęciem dóbr przez ród Wincklerów (później Tiele-Wincklerów) od Mieroszewskich, którzy nabyli wcześniej Dąbrówkę Małą w 1824 roku od Kamieńskich . Początki samego zaś folwarku sięgają II połowy XIX wieku – na elewacji dawnego budynku folwarku widnieje inskrypcja z rokiem 1853 . Nie był on jednak rezydencją rodu Tiele-Wincklerów, a siedzibą zarządcy ich majątku .
W czasach Polski Ludowej mieściły się tu garaże SUT Szopienice oraz magazyny PSS Społem – na te cele Społemu wschodni budynek w 1966 roku został przebudowany. Później w zabudowie pofolwarcznej działało Państwowe Gospodarstwo Rolne. W późniejszych latach budynek dawnej stajni został przekształcony w warsztat samochodowy, salon z motocyklami, a obecnie mieści siłownię .
Z uwagi na zły stan techniczny około 1965 roku wyburzono dawną wieżę wartowniczą. Kompleks dawnego zespołu folwarcznego wpisano do rejestru zabytków 30 grudnia 1994 roku. W 2005 roku zabudowę folwarku miasto sprzedało Państwowej Spółdzielni Spożywców Społem. Dawny dwór przy ulicy Żyznej 1 w 2007 roku został przez Radę Miasta Katowice przewidziany do rozbiórki, do której ostatecznie nie doszło z uwagi na brak zgody generalnego konserwatora zabytków o wykreślenie obiektu z rejestru zabytków.

## Architektura i otoczenie

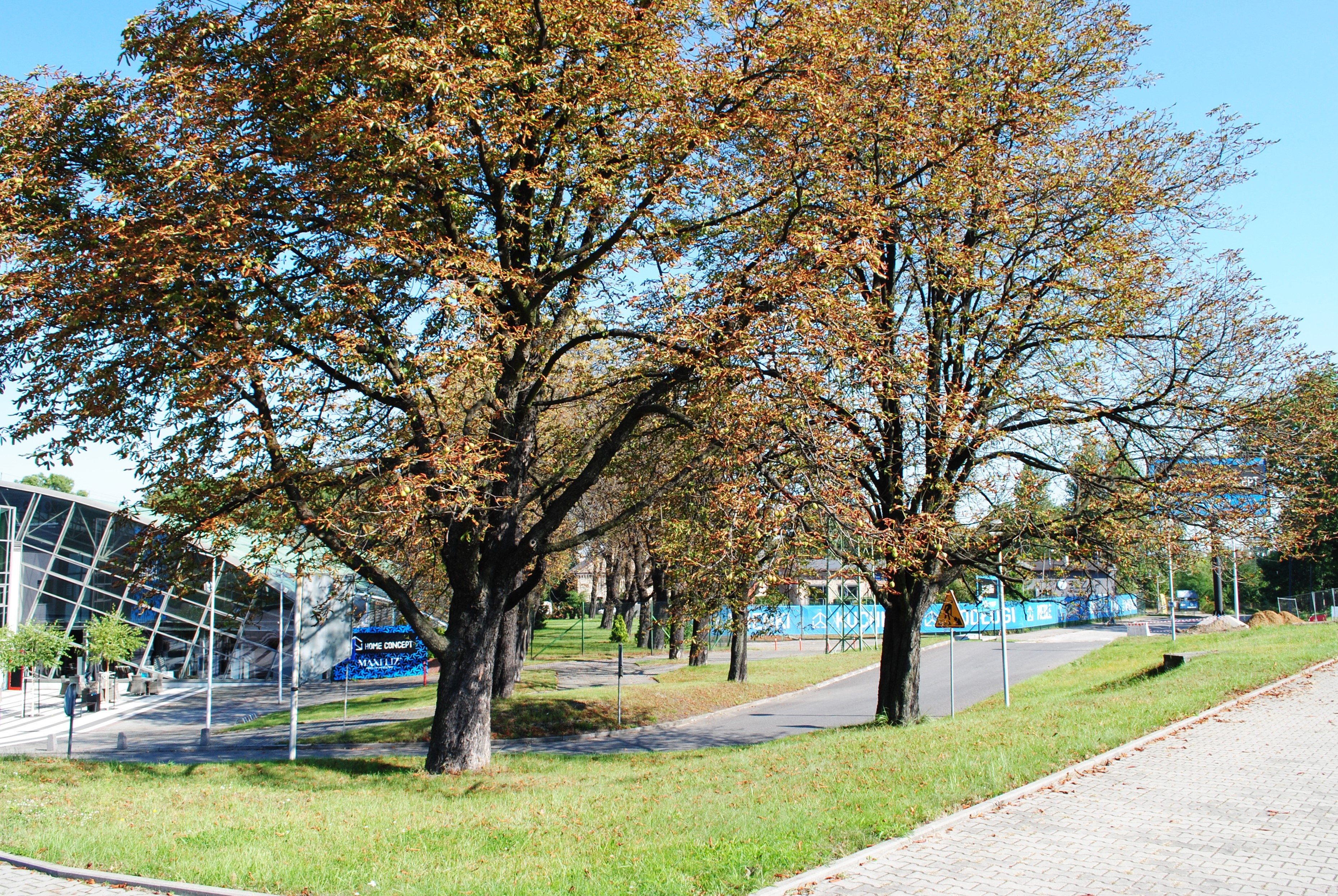
Aleja kasztanowców od strony alei W. Roździeńskiego

Kompleks dawnego folwarku Tiele-Wincklerów z II połowy XIX wieku położony jest przy ulicy Żyznej 1-2 w Katowicach, w granicach dzielnicy Dąbrówka Mała. Tworzy on następujące obiekty: dwór, budynek gospodarczy, ogród oraz dwie aleje kasztanowców. Jest on wpisany do rejestru zabytków pod numerem A/1562/94.
Dwór jest budynkiem parterowym, murowanym z cegły, tynkowanym. Został on wzniesiony na planie prostokąta, a wejście do budynku jest umieszczony centralnie na pięcioosiowej fasadzie. Posiada on dwuspadowy dach . Obecnie stanowi on budynek mieszkalny, w którym mieszczą się trzy lokale mieszkalne
Zabudowa gospodarcza powstała na planie litery E. Jest to obiekt dwukondygnacyjny z poddaszem, kryty dwuspadowym dachem. Jest to obiekt murowany z piaskowca. Budynek użytkowany jest obecnie jako siłownia, a dawniej mieścił się tutaj m.in. salon motocyklowy Harley Davidson. W kompleksie dawnych budynków gospodarczych funkcjonuje również restauracja i winiarnia.
Aleja kasztanowców pierwotnie prowadziła do obecnej ulicy gen. J. Hallera, zaś wokół zabudowy folwarku zachowały się też resztki dawnego parku. Aleję tę tworzą 28 kasztanowców o obwodach pni sięgających 300 cm.
W przeszłości kompleks też tworzył niewielką, nieotynkowaną ceglaną ośmioboczną wieżę z oknami. Pierwotnie znajdował się tam niewielki dzwon wzywający do pracy i ostrzegający o niebezpieczeństwie. Obok wieży w I połowie XIX wieku znajdował się drewniany dworek wcześniejszego właściciela Dąbrówki Małej – Mieroszewskiego.